# Побеговьюн зимующий
Побеговьюн зимующий, или листовёртка рыжая, или хвоевёртка зимняя, или листовёртка-верхоед (Rhyacionia buoliana) — вид бабочек из семейства листовёртки.

## Описание
Размах крыльев 16—24 мм. Окраска крыльев кирпично-красно-коричневого цвета. На передних крыльях имеются серебристые поперечные волнистые линии. Задние крылья однотонные, серо-коричневого цвета с желтоватой бахромой и тёмными разделяющими линиями. Весьма вариабельный по окраске вид: бабочки на севере ареала (разновидность pinicolana Dlbd.) темнее окрашены, а серебристые блестящие полосы на крыльях более выражены. Бабочки с юга своего ареала (разновидность thuricifana Led.) отличаются более светлой окраской.

## Ареал
Евразийский вид. Западная граница ареала проходит по французскому атлантическому побережью, откуда северная граница проходит до Санкт-Петербурга и Вятки. Южная граница ареала идёт от Пиренейского полуострова по югу Европы и Чёрному морю к Волгограду. Восточная граница ареала тянется вдоль Волги к Уралу. Также судя по всему обитает в Сибири, Китае и Корее. Был завезён в Северную Америку. Существуют также данные о находке в Аргентине.

## Биология
В Европе за год развивается в одном поколении, на юге — в двух поколениях. Время лёта в зависимости от погодных условий и ареала происходит в основном в июне — июле в сумерках. Днем бабочки сидят на группах сосновых почек. Лёт довольно растянут. Продолжительность жизни самцов в среднем около 4—14 дней, самок — 8—21 дня.

## Жизненный цикл
После спаривания самки откладывают яйца по одному вблизи влагалища хвоинок либо возле почек, включая верхушечную, молодых сосен. Свежеотложенные яйца — светло-желтого цвета, продольно-овальной формы, размерами 1,1×0,8 мм. Со временем становятся коричневыми. Стадия яйца длится 2—3 недели.

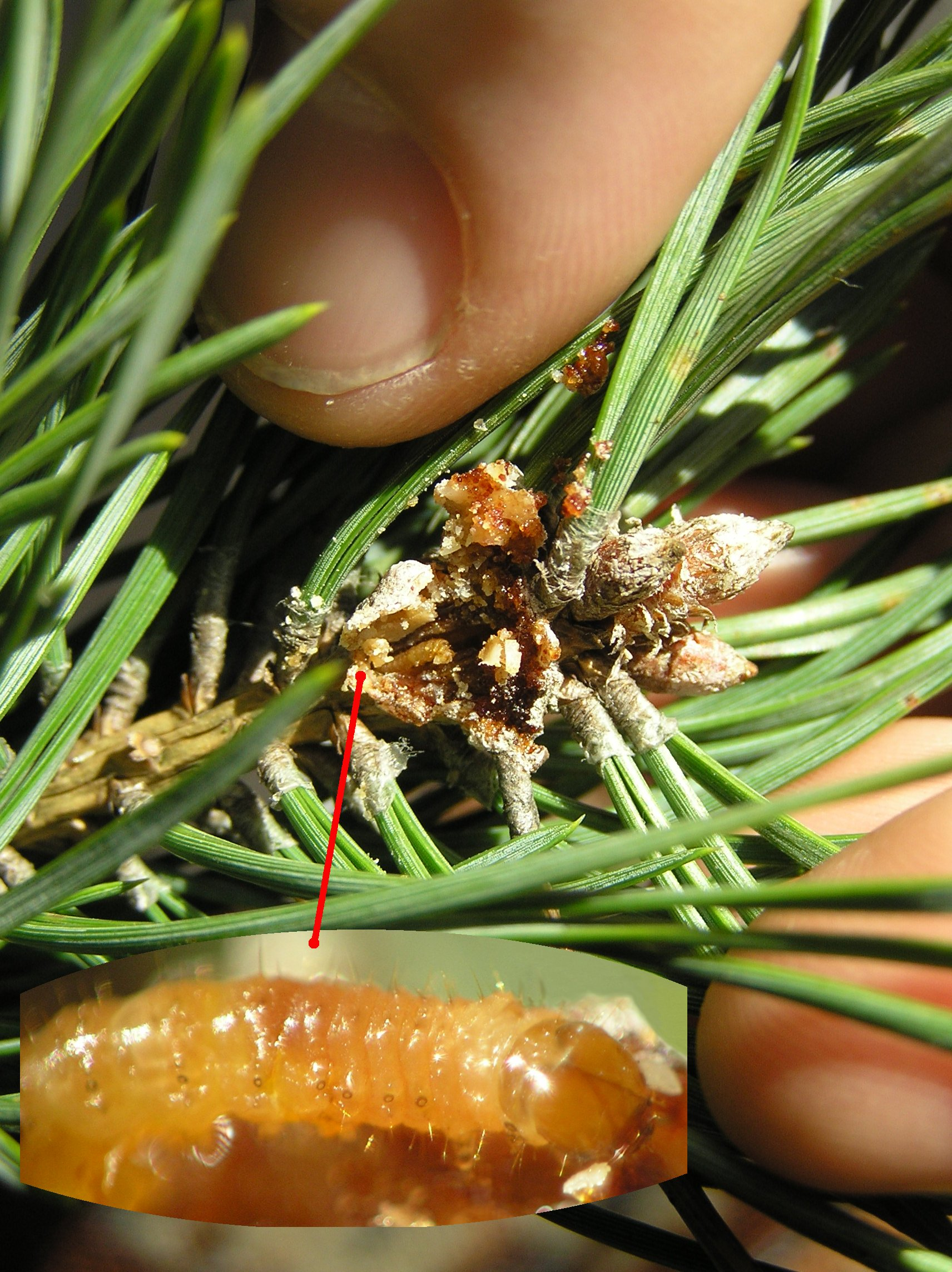
Гусеница

Молодые гусеницы перед второй линькой вбуравливаются в боковые почки. Молодая гусеница светло-коричневого цвета с красноватым оттенком, её голова чёрная, щиток красно-коричневый. Взрослая гусеница отличается бурой окраской, жирным блеском, чёрной блестящей головой. На мелких бородавках на отдельных сегментах имеются желтые волоски. В последнем возрасте достигает длины 21 мм. Гусеницы повреждает сосновые побеги, поедая развивающиеся верхушечных и, реже, боковые почки. Гусеницы нитями соединяют почку и хвою. Нападению подвергаются преимущественно молодые сосны в возрасте 5-20 лет. Оптимальными условиями для вредителя являются однородные сосновые молодняки, особенно на почвах, бедных питательными веществами и с недостатком грунтовой воды. При повреждении верхушечной почки её в дальнейшем заменяет одна из боковых почек, из-за чего крона дерева искривляется. При сильном повреждении большого количества почек, возникает гнездообразная форма кроны. Зимуют гусеницы в почках. Весной продолжают питаться.
Кормовые растения гусениц — род Сосна, включая Pinus resinosa, Pinus nigra var. austriaca, Pinus murrayana, Pinus ponderosa, Pinus banksiana, Pinus contorta.
Окукливаются в базальной части побега. Стадия куколки — 3 недели. Куколка полусвободная желто-коричневого цвета или бурая, длина 9—11 мм. На последнем сегменте имеется неполный полукруг из шипиков.